# 全外反射
全外反射是一種光學現象，電磁輻射（即可見光）－在某些角度－ 會被從兩種折射率不同介質的界面完全反射回原介質（參考斯涅爾定律）。全內反射發生在第一種介質的折射率大於第二種介質，例如，湧現在水面下的光。光學密級的材料（在這個例子是水）是內部的介質。對可見光，水的折射率是1.33，空氣的折射率非常接近1。在真空中，所有波長的折射率都是1。
但是對X-射線而言，所有介質的折射率都僅略小于1，這使得X-射線在真空中的全反射只能在以很小的角度撞擊時才能發生。X射线能产生全反射，但是其掠射角极小，一般不会超过20'～30'。　
由於這種全反射發生在介質的外面，因此被稱為全外反射。
全反射的临界角可以计算为:
{\displaystyle \theta _{\mathrm {c} }=\arcsin \!\left({\frac {|{\hat {n}}_{2}|}{|{\hat {n}}_{1}|}}\right)\!=\arcsin \!\left({\frac {\sqrt {n_{2}^{2}+\kappa _{2}^{2}}}{\sqrt {n_{1}^{2}+\kappa _{1}^{2}}}}\right)\!.}
{\displaystyle {\hat {n}}=n+i\kappa } 是复数折射率, {\displaystyle n}是折射率, {\displaystyle \kappa } 是消光系数。 对于全外反射，{\displaystyle n_{1}=1}, {\displaystyle \kappa _{1}=0}，全反射只在{\displaystyle n_{2}^{2}+\kappa _{2}^{2}<1}时才会发生。